# 川百合
川百合（学名：Lilium davidii）为百合科百合属下的一个种。

## 扩展阅读
- 維基物種上的相關：川百合